# 1992 في جورجيا
فيما يلي قوائم الأحداث التي وقعت خلال عام 1992 في جورجيا.

## سياسة

### انتهاء فترة المنصب
- 6 يناير – زفياد جامساخورديا رئيس/ة جورجيا.

## مواليد

### فبراير
- 23 فبراير – نيكولوز باسيلاشفيلي لاعب كرة مضرب جورجي.
- 26 فبراير – تورنيكه أوكرياشفيلي لاعب كرة قدم جورجي.

### يوليو
- 25 يوليو – دودا سانادز لاعب كرة سلة جورجي.

### أكتوبر
- 10 أكتوبر – جانو أنانيدزه لاعب كرة قدم جورجي.

## وفيات

### يناير
- 1 يناير – لوسين زاكريان (مواليد 1937) سوبرانو أرمينية.
- 14 يناير – إيراكلي أباشيدزه (مواليد 1909)